# Villevaudé
Villevaudé est une commune française située dans le département de Seine-et-Marne en région Île-de-France.

## Géographie

### Localisation
La commune est située à 7 km au nord-est de Chelles.

### Communes limitrophes
|                      | Claye-Souilly | Annet-sur-Marne                  |
| Le Pin               | Villevaudé    | Carnetin                         |
| Brou-sur-Chantereine | Pomponne      | Thorigny-sur-Marne (quadripoint) |

### Géologie et relief
La commune est classée en zone de sismicité 1, correspondant à une sismicité très faible.
L'altitude varie de 56 mètres à 132 mètres pour le point le plus haut, le centre du bourg se situant à environ 130 mètres d'altitude (mairie).

### Hydrographie

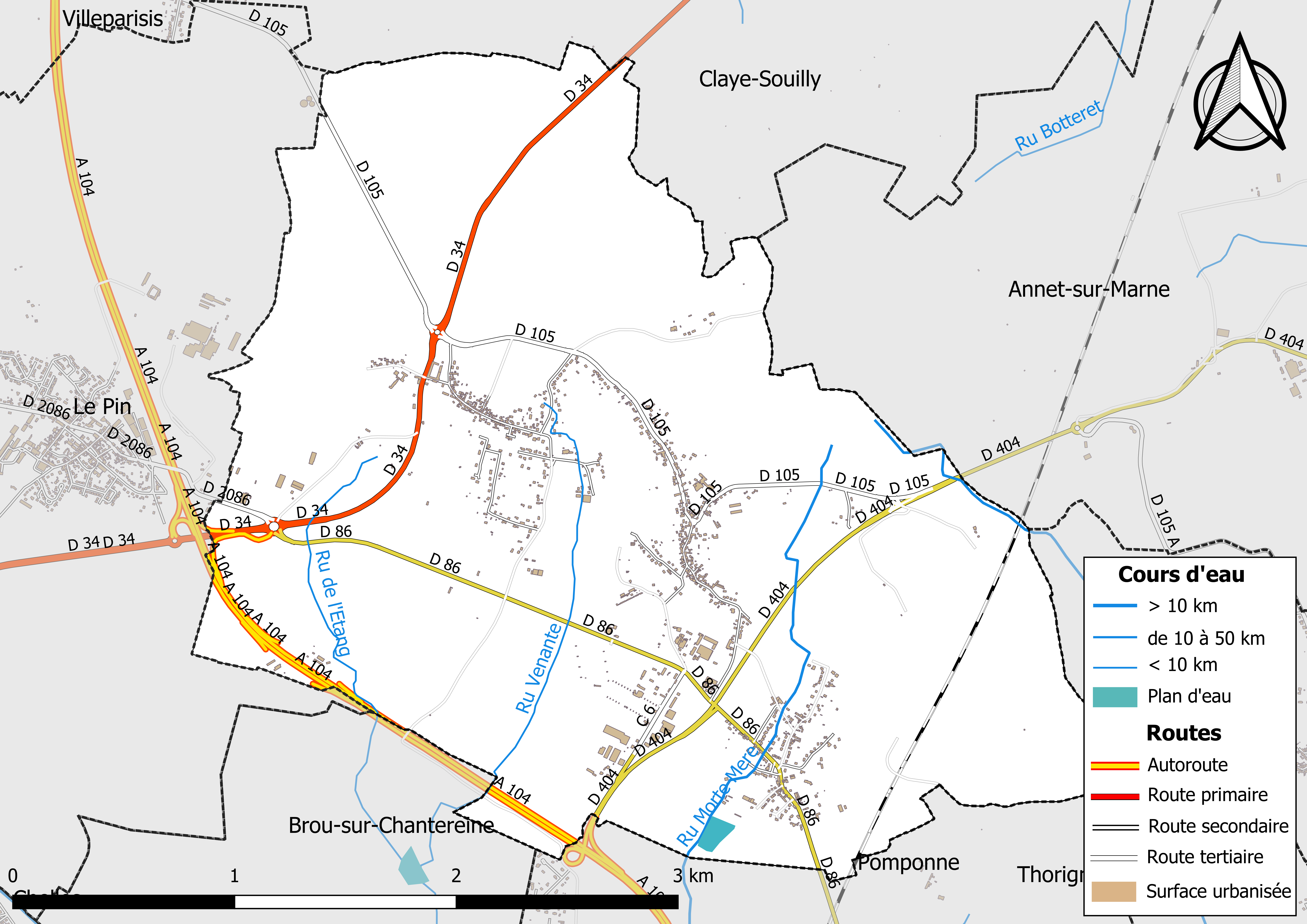
Carte des réseaux hydrographique et routier de Villevaudé.

Le réseau hydrographique de la commune se compose de quatre cours d'eau référencés :
- le ru du Bouillon ou ru d'armoin, long de 5,59 km[3], et ;
- le ru Morte Mère, long de 5,40 km[4], et ;
- le ru Venante, long de 5,64 km[5], affluents de la Marne ;
  - le ru de l'Étang, long de 2,42 km[6], affluent du ru Venante.

Par ailleurs, son territoire est également traversé par l'aqueduc de la Dhuis.
La longueur totale des cours d'eau sur la commune est de 9,630 km.

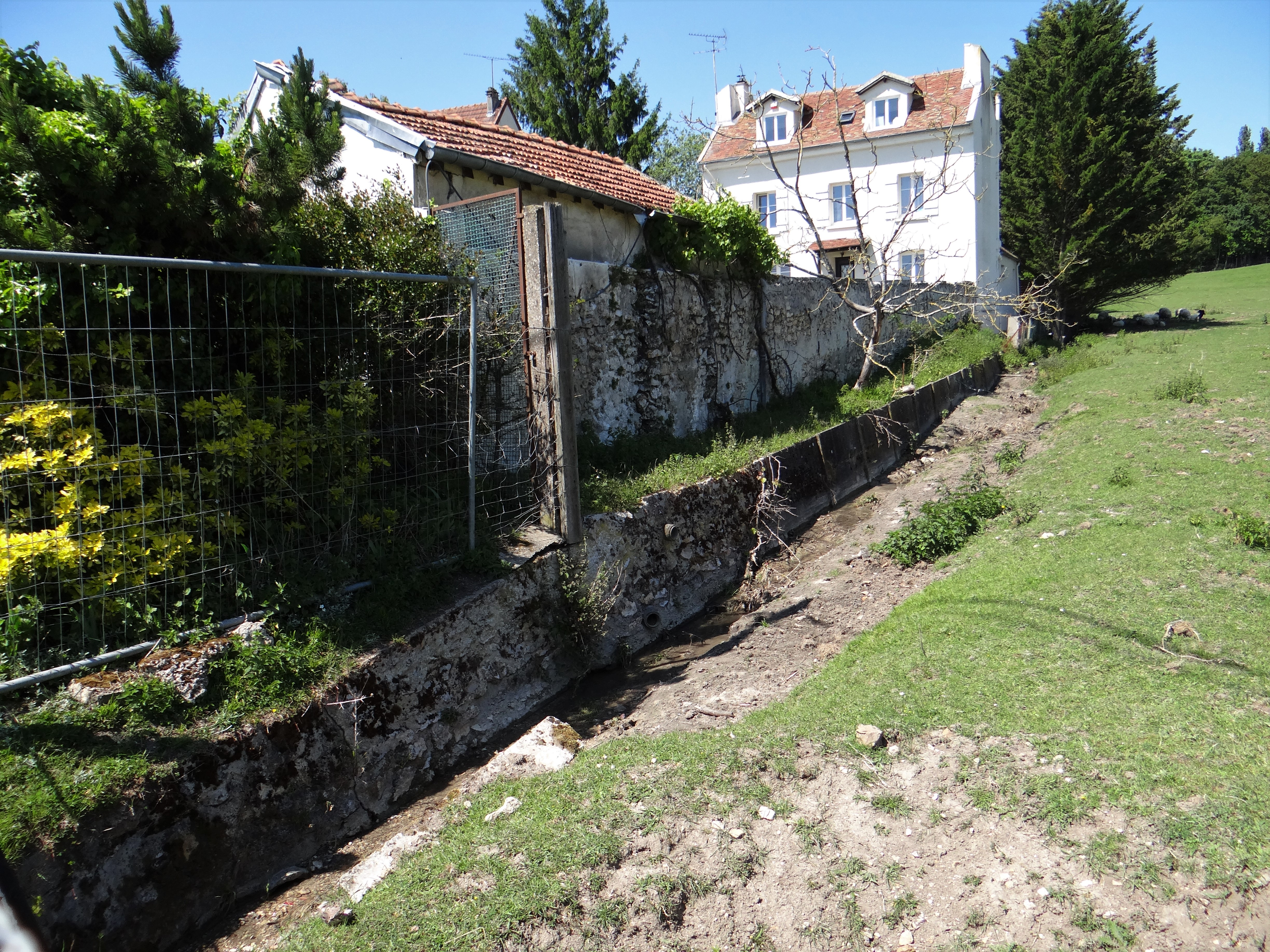
Le ru de Venante, rue Saint-Marcel.
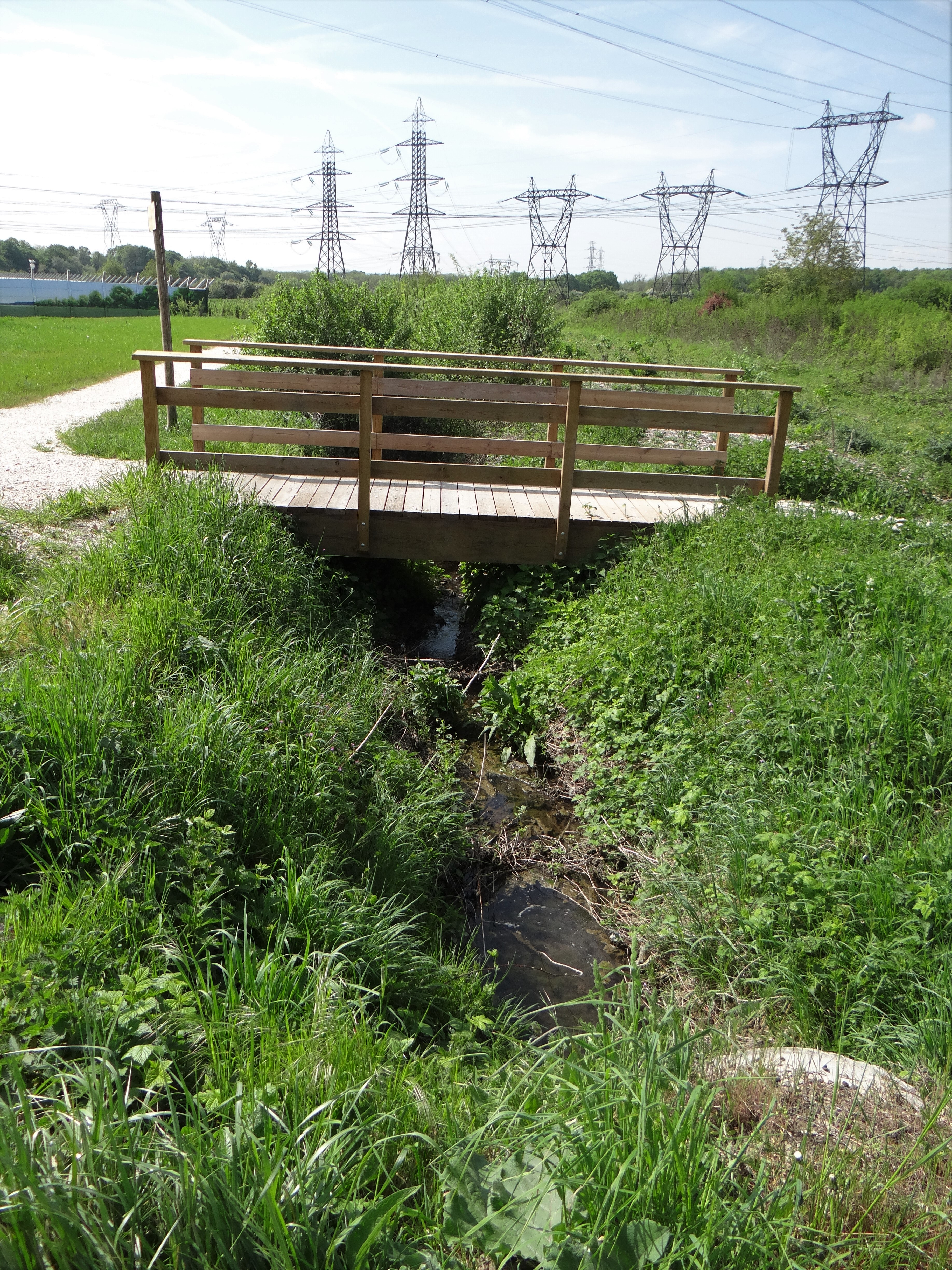
Le ru de Venante, route départementale 86.

### Climat
Pour des articles plus généraux, voir Climat de l'Île-de-France et Climat de Seine-et-Marne.
En 2010, le climat de la commune est de type climat océanique dégradé des plaines du Centre et du Nord, selon une étude du CNRS s'appuyant sur une série de données couvrant la période 1971-2000. En 2020, Météo-France publie une typologie des climats de la France métropolitaine dans laquelle la commune est exposée à un climat océanique altéré et est dans la région climatique Sud-ouest du bassin Parisien, caractérisée par une faible pluviométrie, notamment au printemps (120 à 150 mm) et un hiver froid (3,5 °C).
Pour la période 1971-2000, la température annuelle moyenne est de 10,8 °C, avec une amplitude thermique annuelle de 15,1 °C. Le cumul annuel moyen de précipitations est de 722 mm, avec 10,6 jours de précipitations en janvier et 8,1 jours en juillet. Pour la période 1991-2020, la température moyenne annuelle observée sur la station météorologique la plus proche, située sur la commune de Torcy à 7 km à vol d'oiseau, est de 12,1 °C et le cumul annuel moyen de précipitations est de 716,4 mm,. Pour l'avenir, les paramètres climatiques de la commune estimés pour 2050 selon différents scénarios d'émission de gaz à effet de serre sont consultables sur un site dédié publié par Météo-France en novembre 2022.

### Milieux naturels et biodiversité
L’inventaire des zones naturelles d'intérêt écologique, faunistique et floristique (ZNIEFF) a pour objectif de réaliser une couverture des zones les plus intéressantes sur le plan écologique, essentiellement dans la perspective d’améliorer la connaissance du patrimoine naturel national et de fournir aux différents décideurs un outil d’aide à la prise en compte de l’environnement dans l’aménagement du territoire.
Le territoire communal de Villevaudé comprend deux ZNIEFF de type 1,,, les « Bois de Brou, bois de Vaires et prairies associées » (396,83 ha), couvrant 5 communes du département et les « Fosses Malore » (98,59 ha), couvrant 3 communes du département.
et une ZNIEFF de type 2,, la « vallée de la Marne de Coupvray à Pomponne » (3 619,57 ha), couvrant 17 communes du département.

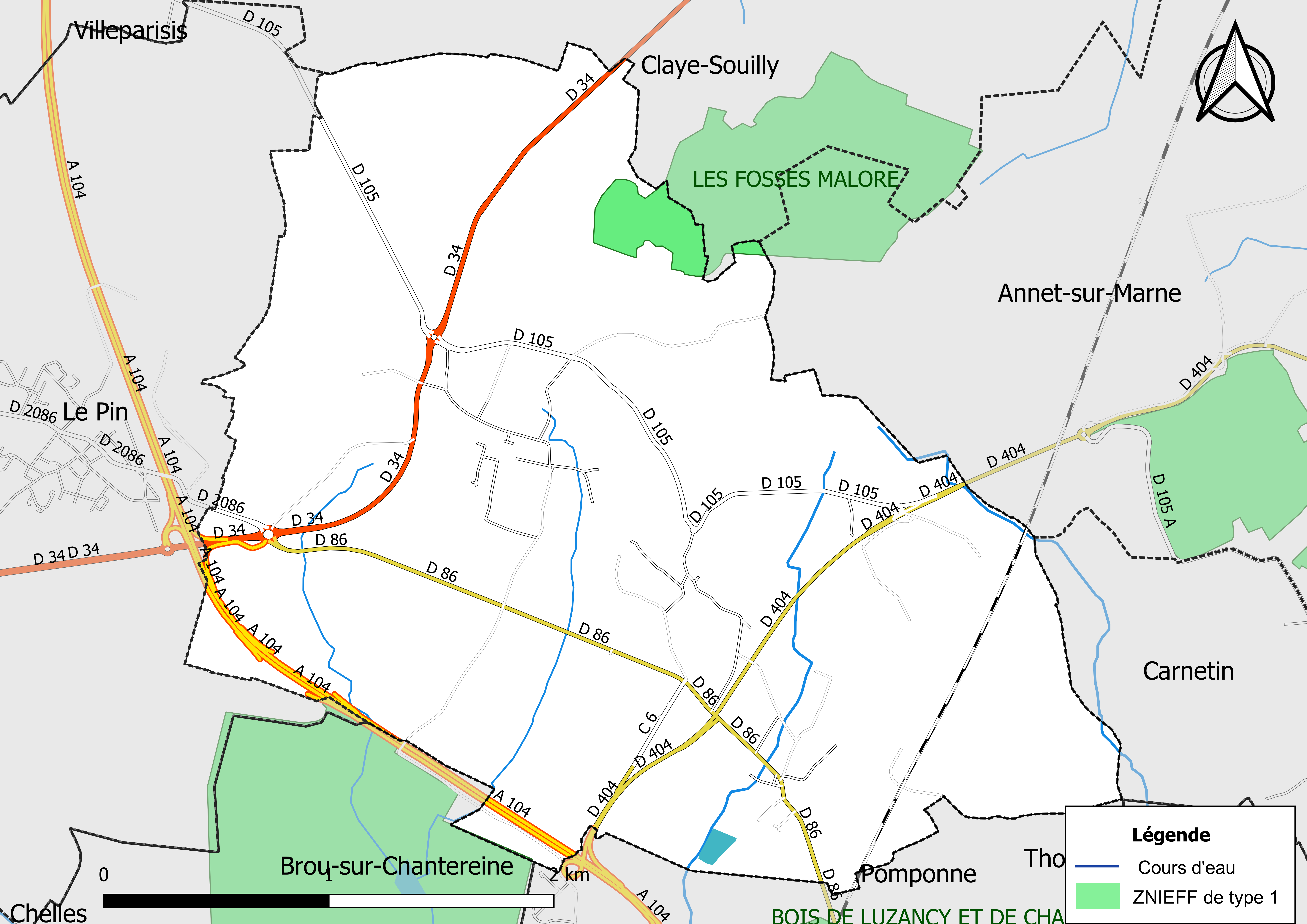
Carte des ZNIEFF de type 1 de la commune.
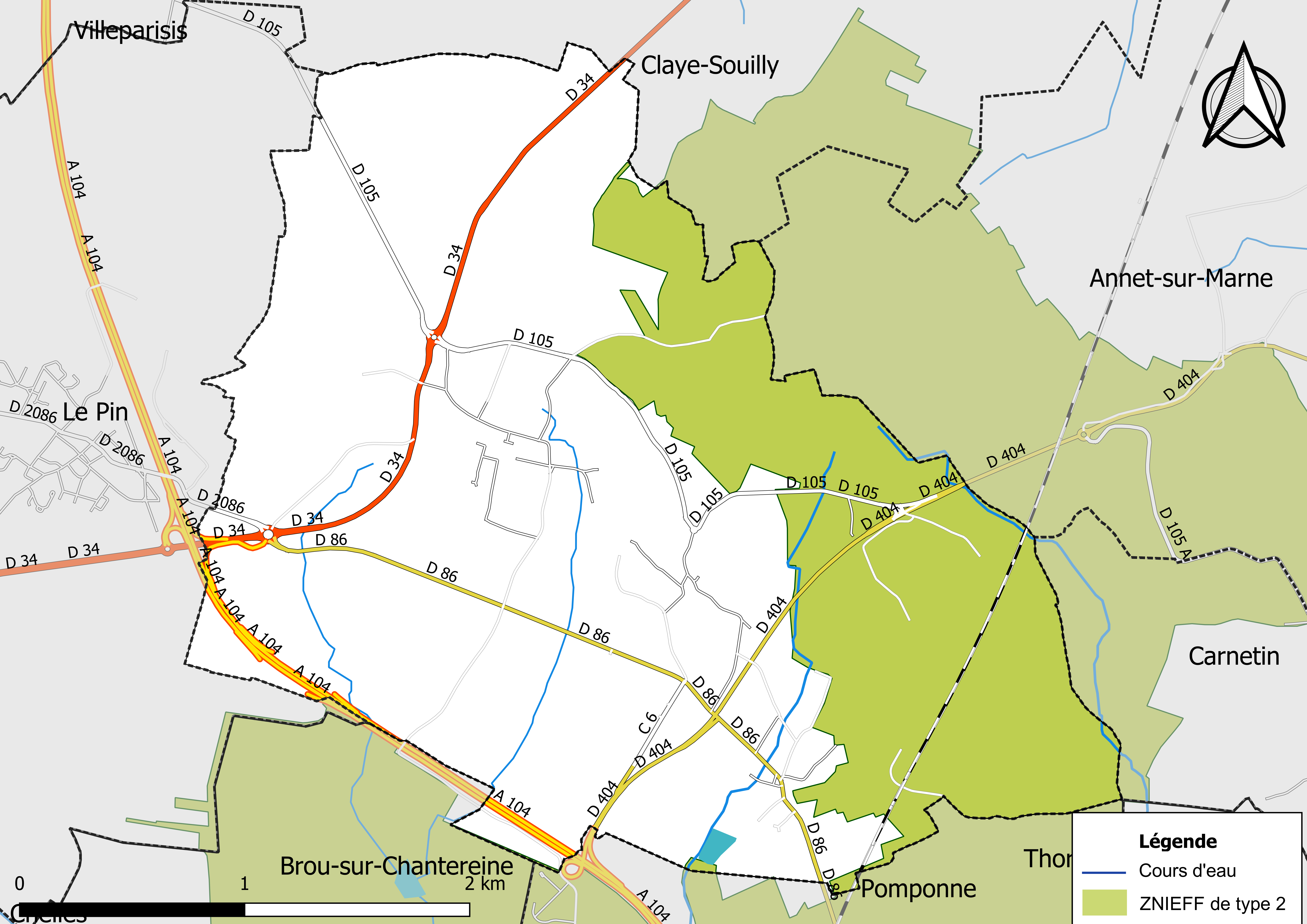
Carte des ZNIEFF de type 2 de la commune.

## Urbanisme

### Typologie
Au 1er janvier 2024, Villevaudé est catégorisée bourg rural, selon la nouvelle grille communale de densité à sept niveaux définie par l'Insee en 2022.
Elle appartient à l'unité urbaine de Villevaudé, une agglomération intra-départementale regroupant deux  communes, dont elle est ville-centre,,. Par ailleurs la commune fait partie de l'aire d'attraction de Paris, dont elle est une commune de la couronne,. Cette aire regroupe 1 929 communes,.

### Occupation des sols
L'occupation des sols de la commune, telle qu'elle ressort de la base de données européenne d’occupation biophysique des sols Corine Land Cover (CLC), est marquée par l'importance des territoires agricoles (43,5 % en 2018), en diminution par rapport à 1990 (50,3 %). La répartition détaillée en 2018 est la suivante :
forêts (35 %), terres arables (32,9 %), zones urbanisées (12,2 %), zones industrielles ou commerciales et réseaux de communication (6,6 %), zones agricoles hétérogènes (5,5 %), prairies (5,1 %), mines, décharges et chantiers (2,7 %).
Parallèlement, L'Institut Paris Région, agence d'urbanisme de la région Île-de-France, a mis en place un inventaire numérique de l'occupation du sol de l'Île-de-France, dénommé le MOS (Mode d'occupation du sol), actualisé régulièrement depuis sa première édition en 1982. Réalisé à partir de photos aériennes, le Mos distingue les espaces naturels, agricoles et forestiers mais aussi les espaces urbains (habitat, infrastructures, équipements, activités économiques, etc.) selon une classification pouvant aller jusqu'à 81 postes, différente de celle de Corine Land Cover,,. L'Institut met également à disposition des outils permettant de visualiser par photo aérienne l'évolution de l'occupation des sols de la commune entre 1949 et 2018.

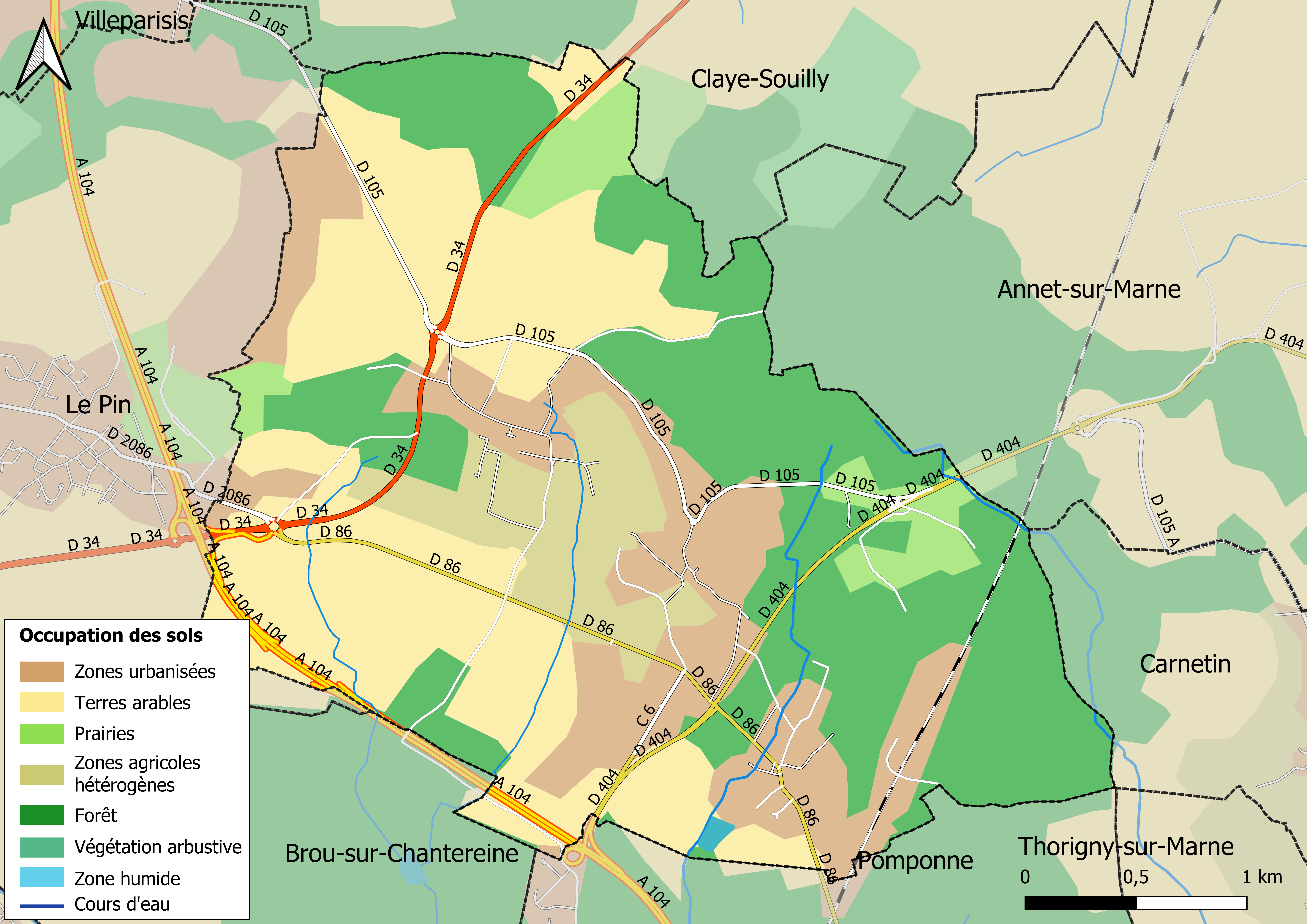
Carte des infrastructures et de l'occupation des sols en 2018 (CLC) de la commune.
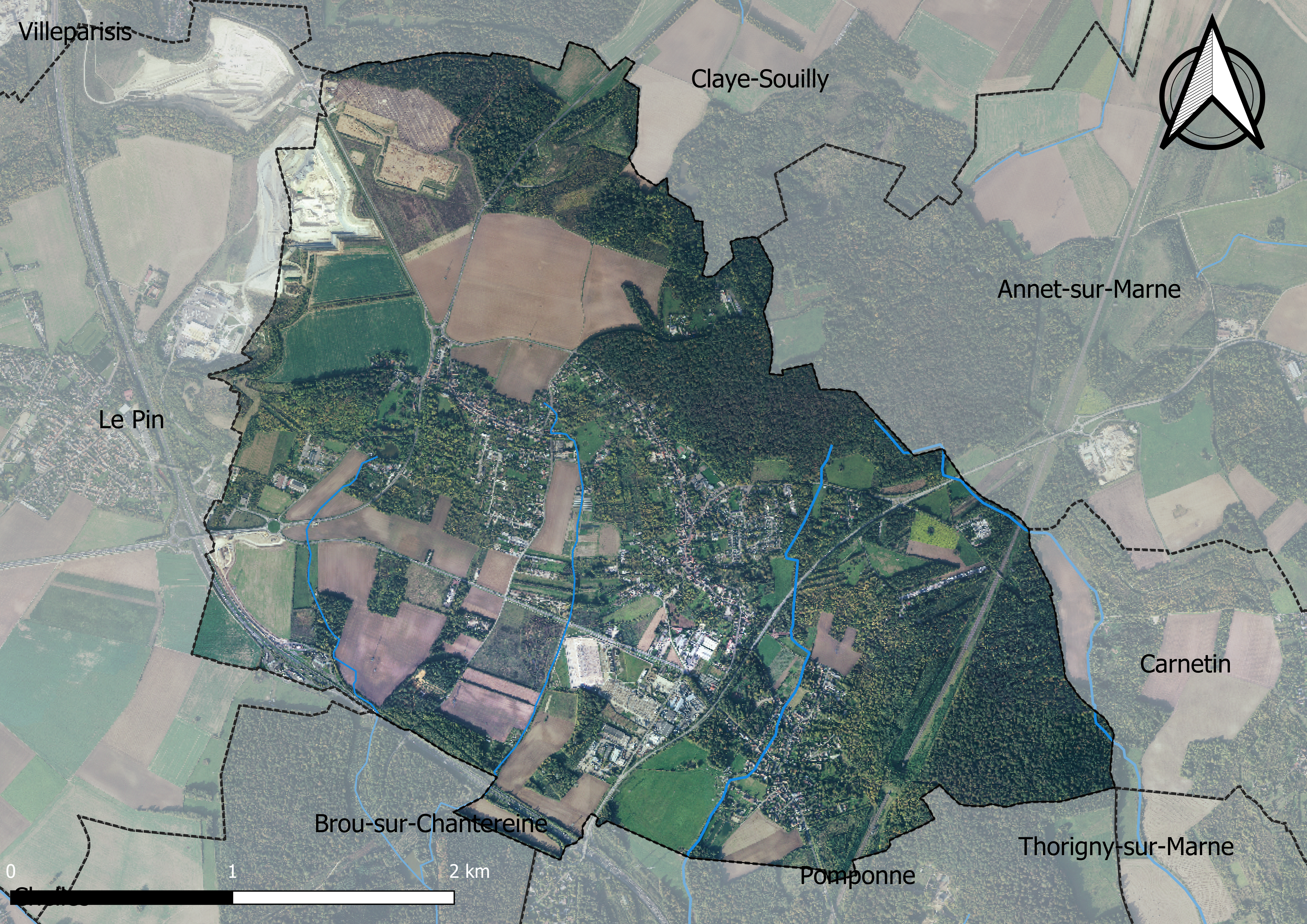
Carte orhophotogrammétrique de la commune.

### Planification
La loi SRU du 13 décembre 2000 a incité les communes à se regrouper au sein d’un établissement public, pour déterminer les partis d’aménagement de l’espace au sein d’un SCoT, un document d’orientation stratégique des politiques publiques à une grande échelle et à un horizon de 20 ans et s'imposant aux documents d'urbanisme locaux, les PLU (Plan local d'urbanisme). La commune est dans le territoire du SCOT Roissy Pays de France, approuvé le 19 décembre 2019 et porté par la communauté d’agglomération Roissy Pays de France.
La commune disposait en 2019 d'un plan d'occupation des sols approuvé et un plan local d'urbanisme était en révision. Le zonage réglementaire et le règlement associé peuvent être consultés sur le Géoportail de l'urbanisme.

### Lieux-dits et écarts
La commune compte 108 lieux-dits administratifs répertoriés consultables ici dont Montjay et Bordeaux (source : le fichier Fantoir).

### Logement
En 2016, le nombre total de logements dans la commune était de 736, dont 87,4 % de maisons et 10,1 % d'appartements.
Parmi ces logements, 90,6 % étaient des résidences principales, 2,9 % des résidences secondaires et 6,5 % des logements vacants.
La part des ménages fiscaux propriétaires de leur résidence principale s'élevait à 85,9 % contre 9,2 % de locataires et 4,8 % logés gratuitement,.

### Voies de communication et transports
Villevaudé est desservie par les lignes d'autobus suivantes :
- 3s, 4, 4s et 5 du réseau de bus Apolo 7 ;
- 19 du réseau de bus Roissy Est.

La ville est située à proximité d'un accès de la Francilienne (Autoroute A104), qui permet de rejoindre rapidement Marne-la-Vallée et l'aéroport Roissy-Charles-de-Gaulle par la route.
La LGV Est européenne traverse la commune sans la desservir notamment par un tunnel situé sous le Chemin du Grimpet.

## Toponymie
Le nom de la localité est mentionné sous les formes Vilavolde en 1193 ; Villa Voude en 1206 ; Vile Voude en 1250 ; Villa Vaude en 1265 ; Vilvodé en 1467 ; Villevodé soubz Montjoy en 1481 ; Villevoudé en 1519 ; Villevodé en 1550.
Vilavolde de 1193 : « lieu du vol divin ou de la vallée divine ». Du latin villa vota deo, la « maison vouée à Dieu ».

### Montjay-la-Tour
Le nom de Montjay est attesté sous les formes P. dominus Montis Gaii en 1100 ; P. de Monte Gaio en 1111 ; Mons Gaius en 1204 ; Mongen en 1209 ; Montgier en 1221 ; Monsgieri en 1242 ; Mons Gieri en 1262 ; Mongay en 1304 ; Montgai en 1311 ; Monjay en 1329 ; Montjay en 1409 ; Montgay en 1430 ; Monjay en 1548 ; La baronnie de Montjay en 1581 ; La tour de Montjay en 1757.

## Histoire
Le hameau de Montjay-la-Tour est situé sur une colline et possédait un château fort et sa tour, construits par Bouchart Ier, comte de Vendôme, de Melun et de Corbeil. Montjay était une châtellenie qui appartint depuis le 1er tiers du XIIe siècle, par mariage, aux membres d'une illustre famille : les Châtillon. Ses seigneurs possédaient également le fief de Claye.
Louis le Jeune l'assiégea, le prit en 1140, détruisit le château et n'y laissa que la tour, qui était un point militaire important.
La seigneurie passa à des descendants des Châtillon : d'abord les comtes de Nevers, Yolande de Châtillon-Nevers (vers 1215-† 1254) ayant épousé Archambaud IX de Bourbon (1212-1249),
- d'où Mathilde/Mahaut de Bourbon-Nevers-Tonnerre (1234-1262), femme d'Eudes de Bourgogne (1231-1266) et mère de
  - Yolande de Bourgogne (1248-1280 ; mariée en 1268 à Jean Tristan de France, puis à Robert de Béthune, lequel devient comte de Flandre en 1305) ;
  - puis la maison de Bourgogne-Chalon-Auxerre et Tonnerre, la sœur de Yolande de Bourgogne, Alix de Bourgogne comtesse d'Auxerre († 1290) ayant marié en 1268 Jean Ier de Chalon-Auxerre (1243-1309), fils puîné de Jean l'Antique, comte de Chalon et comte-régent de Bourgogne : d'où les comtes de Chalon-Auxerre et Tonnerre Guillaume († 1304 à Mons-en-Pévèle), Jean II (1292-1361), Jean III (vers 1318-1379), Jean IV (1337-1370) et son frère Louis (1339-1398).

Puis on trouve Montjay aux mains de neveux de la 1re femme de Jean II de Chalon-Auxerre, Marie de Genève, dernière fille du comte Amédée II de Genève, probablement morte sans postérité vers 1316 ; son frère Hugues de Genève-Gex, † 1365, fut le père de Béatrix de Genève qui épousa en 1360 Frédéric II de Saluces (1332-1396), seigneur de Montjay vers 1385.
En 1389, la baronnie de Montjay fut achetée par Amaury d'Orgemont (vers 1350-1400), seigneur de Chantilly par héritage de son père le Chancelier de France Pierre d'Orgemont, et de Lizy-sur-Ourcq par sa femme Marie de Paillart de Thorigny ; elle resta dans la descendance de sa petite-fille Marguerite d'Orgemont (1415-vers 1481/1488) jusqu'en 1610/1623 (voir l'article Lizy) : ainsi, par succession, la seigneurie passa dans la famille de/du Bro(u)llat (Marguerite d'Orgemont ayant épousé en premières noces Guillaume du Broullat — et ensuite Jean II de Montmorency), puis à François d'Angennes de Montlouet en 1580 († 1593 ; mari de Madeleine du Broullat en 1572).
En 1522, l'abbaye du Pont-aux-Dames a encore sur cette terre et seigneurie une rente de 10 livres tournois amortie par Gaucher de Châtillon en l'an 1226 à charge de messes et oraisons
Enfin Montjay échut, comme Thorigny-sur-Marne, à la famille Potier de Gesvres de 1610/1623 (acquisition par Bernard Potier de Gesvres de Blérancourt) jusqu'au dernier baron de Montjay, Louis-Joachim-Paris Potier, dernier duc de Gesvres, né en 1733 et guillotiné sans postérité le 7 juillet 1794.
La superstition fit habiter la tour de Montjay par les diables et les esprits, mêlés en 1407 à l'assassinat du duc d'Orléans.
En 1430, les Anglais occupèrent la tour de Montjay.
Devenue propriété communale, elle fut rasée en 1822.
Le 23 germinal an XIII, quittance donnée par Charlotte-Rosalie Pithereau, épouse divorcée de Jean-Baptiste Cardon, donne quittance à Madeleine-Victoire Regnaud, veuve de Georges Cousineau, Jacques-Georges Cousineau, luthier de l’impératrice, son fils, et Adélaïde Bourguignon, épouse de ce dernier, pour le reste dû de l’achat de la ferme de Gastine et autres pièces de terre sises à Montjay-la-Tour et Annet sur Marne.

## Politique et administration
Villevaudé absorbe Bordeaux et Montjay entre 1790-1794.

### Rattachements administratifs et électoraux
La commune était intégrée depuis 1994 à l'arrondissement de Torcy, qui avait succédé à l'arrondissement de Noisiel du département de Seine-et-Marne.
Afin de faire coïncider les limites d'arrondissement et celles des intercommunalités, elle réintègre le 1er janvier 2018 l'arrondissement de Meaux.
Pour l'élection des députés, elle fait partie depuis 1988 de la septième circonscription de Seine-et-Marne.
Elle faisait partie depuis 1793 du canton de Claye-Souilly. Dans le cadre du redécoupage cantonal de 2014 en France, la commune intègre le nouveau canton de Villeparisis.

### Intercommunalité
La commune était membre de la communauté de communes des Portes de la Brie créée fin 2011.
Dans le cadre des prévisions du schéma départemental de coopération intercommunale (SDCI)  arrêté le 22 décembre 2011 et modifié par les commissions départementales de la coopération intercommunale (CDCI) de mars et novembre 2012, cette intercommunalité a fusionné avec ses voisines pour former, le 1er juin 2013 la communauté de communes Plaines et Monts de France, dont est désormais membre la commune.

### Tendances politiques et résultats
- Élection présidentielle de 2017[46] : 32,26 % pour Emmanuel Macron (REM), 31,74 % pour Marine Le Pen (FN), 69,88 % de participation.

### Liste des maires
| Période                                  | Période                      | Identité         | Étiquette                 | Qualité                                                                                        |
| ---------------------------------------- | ---------------------------- | ---------------- | ------------------------- | ---------------------------------------------------------------------------------------------- |
| Les données manquantes sont à compléter. |                              |                  |                           |                                                                                                |
| décembre 1947                            | mars 1971                    | Roger Albinet    |                           |                                                                                                |
| mars 1971                                | mars 1977                    | Yves Chatton     |                           |                                                                                                |
| mars 1977                                | 1980                         | Christian Bruge  |                           |                                                                                                |
| 1980                                     | mars 1989                    | Nicole Delbecq   |                           |                                                                                                |
| mars 1989                                | février 2013                 | André Chopelin   | DVD puis UMP              | Démissionnaire                                                                                 |
| février 2013                             | mai 2020                     | Pascal Pian      | UMP → LR[réf. nécessaire] | Chef d'entreprise Administrateur de la chambre syndicale des travaux publics de Seine-et-Marne |
| mai 2020                                 | En cours (au 2 juillet 2020) | Nicolas Marceaux | SE                        | Horticulteur                                                                                   |

## Équipements et services

### Eau et assainissement
L’organisation de la distribution de l’eau potable, de la collecte et du traitement des eaux usées et pluviales relève des communes. La loi NOTRe de 2015 a accru le rôle des EPCI à fiscalité propre en leur transférant cette compétence. Ce transfert devait en principe être effectif au 1er janvier 2020, mais la loi Ferrand-Fesneau du 3 août 2018 a introduit la possibilité d’un report de ce transfert au 1er janvier 2026,.

#### Assainissement des eaux usées
En 2020, la gestion du service d'assainissement collectif de la commune de Villevaudé est assurée par la communauté de communes Plaines et monts de France (CCPMF) pour la collecte, le transport et la dépollution. Ce service est géré en délégation par une entreprise privée, dont le contrat arrive à échéance le 31 mars 2026,,.
L’assainissement non collectif (ANC) désigne les installations individuelles de traitement des eaux domestiques qui ne sont pas desservies par un réseau public de collecte des eaux usées et qui doivent en conséquence traiter elles-mêmes leurs eaux usées avant de les rejeter dans le milieu naturel. La communauté de communes Plaines et monts de France (CCPMF) assure pour le compte de la commune le service public d'assainissement non collectif (SPANC), qui a pour mission de vérifier la bonne exécution des travaux de réalisation et de réhabilitation, ainsi que le bon fonctionnement et l’entretien des installations. Cette prestation est déléguée à l'entreprise Veolia, dont le contrat arrive à échéance le 31 décembre 2026,.

#### Eau potable
En 2020, l'alimentation en eau potable est assurée par le SMAEP de la région de Lagny-sur-Marne qui en a délégué la gestion à l'entreprise Veolia, dont le contrat expire le 1er janvier 2026,,.

## Population et société

### Démographie
L'évolution du nombre d'habitants est connue à travers les recensements de la population effectués dans la commune depuis 1793. Pour les communes de moins de 10 000 habitants, une enquête de recensement portant sur toute la population est réalisée tous les cinq ans, les populations de référence des années intermédiaires étant quant à elles estimées par interpolation ou extrapolation. Pour la commune, le premier recensement exhaustif entrant dans le cadre du nouveau dispositif a été réalisé en 2008.

En 2022, la commune comptait 2 114 habitants, en évolution de +0,24 % par rapport à 2016 (Seine-et-Marne : +3,92 %, France hors Mayotte : +2,11 %).
| 1793 | 1800 | 1806 | 1821 | 1831 | 1836 | 1841 | 1846 | 1851 |
| ---- | ---- | ---- | ---- | ---- | ---- | ---- | ---- | ---- |
| 130  | 720  | 703  | 640  | 700  | 686  | 694  | 658  | 703  |

| 1856 | 1861 | 1866 | 1872 | 1876 | 1881 | 1886 | 1891 | 1896 |
| ---- | ---- | ---- | ---- | ---- | ---- | ---- | ---- | ---- |
| 680  | 692  | 727  | 616  | 637  | 597  | 646  | 607  | 615  |

| 1901 | 1906 | 1911 | 1921 | 1926 | 1931 | 1936 | 1946 | 1954 |
| ---- | ---- | ---- | ---- | ---- | ---- | ---- | ---- | ---- |
| 675  | 669  | 585  | 558  | 625  | 658  | 633  | 534  | 651  |

| 1962 | 1968 | 1975 | 1982  | 1990  | 1999  | 2006  | 2008  | 2013  |
| ---- | ---- | ---- | ----- | ----- | ----- | ----- | ----- | ----- |
| 668  | 897  | 936  | 1 076 | 1 348 | 1 599 | 1 651 | 1 708 | 2 053 |

| 2018  | 2022  | - | - | - | - | - | - | - |
| ----- | ----- | - | - | - | - | - | - | - |
| 2 134 | 2 114 | - | - | - | - | - | - | - |

### Enseignement
Villevaudé  dispose d’une école primaire publique (Ivan Peyches), située rue Adèle Claret, 77410 Villevaudé.
Cet établissement public, inscrit sous le code UAI (Unité administrative immatriculée) 0771047V, comprend 227 élèves  (chiffre du Ministère de l'Éducation nationale).
Il dispose d’un restaurant scolaire.
La commune dépend de l'Académie de Créteil ; pour le calendrier des vacances scolaires, Villevaudé  est en zone C.

## Économie

### Revenus de la population et fiscalité
Le nombre de ménages fiscaux en 2016 était de 654 représentant 1 823 personnes et la  médiane du revenu disponible par unité de consommation  de 25 751 €.

### Emploi
En 2017, le nombre total d’emplois dans la zone était de 588, occupant 985 actifs  résidants.
Le taux d'activité de la population (actifs ayant un emploi) âgée de 15 à 64 ans s'élevait à  68,3 % contre un taux de chômage de 5,9 %. Les inactifs se répartissent de la façon suivante : 9,5 % d’étudiants et stagiaires non rémunérés, 5,4 % de retraités ou préretraités et 10,9 % pour les autres inactifs.

### Entreprises et commerces
En 2015, le nombre d'établissements actifs était de 51 dont 18 dans l'agriculture-sylviculture-pêche, 2 dans l’industrie, 4 dans la construction, 24 dans le commerce-transports-services divers et 3  étaient relatifs au secteur administratif.
Ces établissements ont pourvu 23 postes salariés.
Un important poste électrique du réseau de transport d'électricité est situé sur le territoire de la commune.

### Agriculture
Villevaudé est dans la petite région agricole dénommée la « Goële et Multien », regroupant deux petites régions naturelles, respectivement la Goële et le pays de Meaux (Multien). En 2010, l'orientation technico-économique de l'agriculture sur la commune est nd.
Si la productivité agricole de la Seine-et-Marne se situe dans le peloton de tête des départements français, le département enregistre un double phénomène de disparition des terres cultivables (près de 2 000 ha par an dans les années 1980, moins dans les années 2000) et de réduction d'environ 30 % du nombre d'agriculteurs dans les années 2010. Cette tendance se retrouve au niveau de la commune où le nombre d’exploitations est passé de 10 en 1988 à 6 en 2010.
Le tableau ci-dessous présente les principales caractéristiques des exploitations agricoles de Villevaudé, observées sur une période de 22 ans :
|                                      | 1988 | 2000 | 2010 |
| ------------------------------------ | ---- | ---- | ---- |
| Dimension économique,                |      |      |      |
| Nombre d’exploitations (u)           | 10   | 9    | 6    |
| Travail (UTA)                        | 28   | 15   | nd   |
| Surface agricole utilisée (ha)       | 233  | 232  | nd   |
| Cultures                             |      |      |      |
| Terres labourables (ha)              | 215  | s    | nd   |
| Céréales (ha)                        |      |      |      |
| dont blé tendre (ha)                 |      |      |      |
| dont maïs-grain et maïs-semence (ha) |      |      |      |
| Tournesol (ha)                       |      |      |      |
| Colza et navette (ha)                |      |      |      |
| Élevage                              |      |      |      |
| Cheptel (UGBTA)                      | 56   | 19   | nd   |

## Culture locale et patrimoine

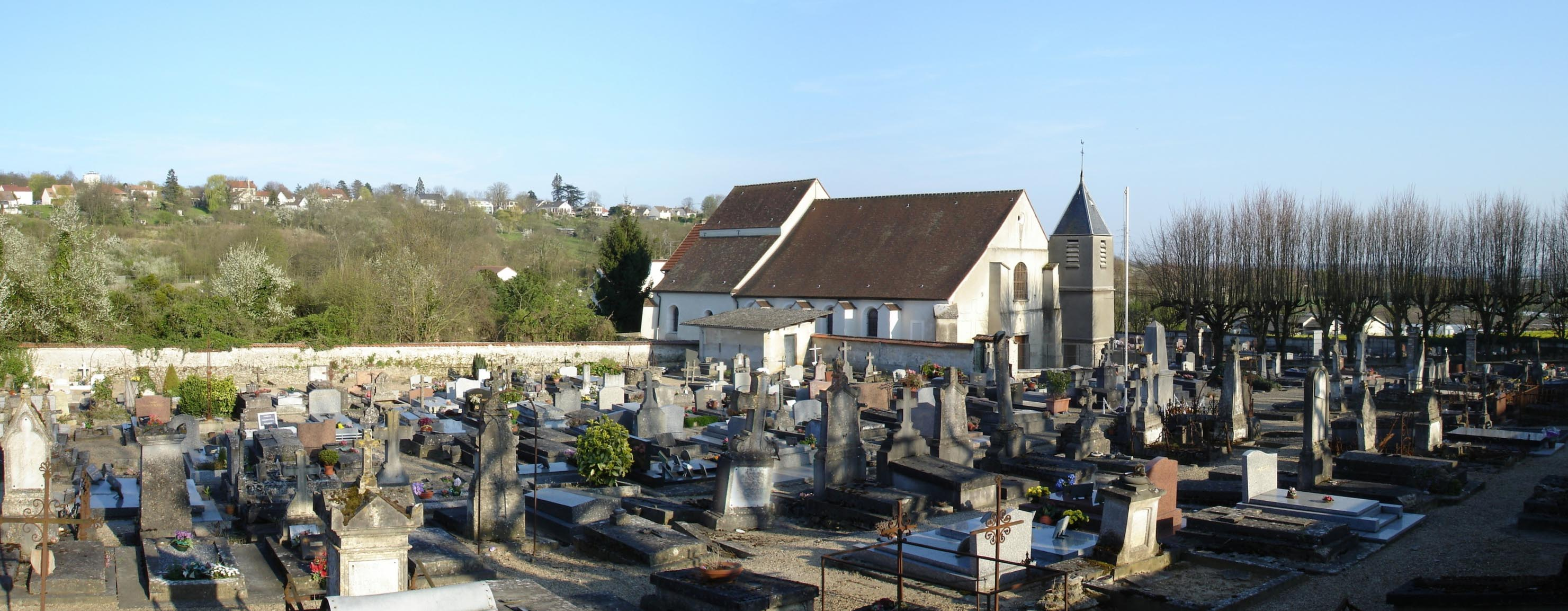
L'église Saint-Marcel.

### Lieux et monuments
- Église Saint-Marcel XIIe siècle.
- Château du Poitou XVIIIe siècle.
- Château de Bisy XIXe siècle.
- Château de Villevaudé.

### Personnalités liées à la commune
- Leonor Fini (1908-1996), artiste peintre surréaliste, décoratrice de théâtre et écrivaine, y vécut au 97 Grande Rue.
- Ivan Peychès (1906-1978), membre de l'Académie des sciences, directeur scientifique honoraire de la Compagnie de Saint-Gobain, officier de la Légion d'honneur, y vécut de 1947 à sa mort.
- Roger Wybot (1912-1997), premier directeur de la Direction de la Surveillance du territoire, possédait la maison aujourd'hui détruite du parc de la Roseraie.
- Pierre-François Percy (1754-1825), chirurgien en chef des armées sous la Révolution et l'Empire, possédait le château de Bordeaux, demeure aujourd'hui détruite[71].